# Octodon ricardojeda
Octodon ricardojeda — вид гризунів із родини дегових (Octodontidae).

## Назва
Вид назвали на честь аргентинського теріолога Рікардо Охеда (ісп. Ricardo Ojeda).

## Таксономія
Раніше цих тварин вважали належними до O. bridgesi, але в 2020 році геномне дослідження виявило, що це окремий вид. Філогенетичні дані підтверджують, що він є родичем O. pacificus, від якого він відділився протягом раннього плейстоцену, приблизно 1.97 Ma. Викопні записи цього виду відомі з археологічних розкопок голоцену в Неукені та Ріо-Негро, Аргентина; це вказує на те, що вид мав більше поширення в доісторичні часи.

## Середовище проживання
Вид проживає в невеликій частині східного Чилі та західної Аргентини, і є єдиним дегу, знайденим за межами Чилі. В Аргентині він населяє напіввідкриті ділянки в південних букових лісах.

## Спосіб життя
Хоча це переважно наземний вид, він може лазити по деревах. Поки що невідомо, чи розкопує він нори, які він населяє, чи займає лише ті, які викопали інші тварини.